# Amauris hyalites
Amauris hyalites är en fjärilsart som beskrevs av Butler 1874. Amauris hyalites ingår i släktet Amauris och familjen praktfjärilar. Inga underarter finns listade i Catalogue of Life.